# Angela Sarafyan
Angela Sarafyan (Jereván, 1983. június 30. –) örmény származású amerikai színésznő. 
Leginkább a Westworld című televíziós sorozatból ismert Clementine Pennyfeather szerepéből. Az Alkonyat: Hajnalhasadás – 2. rész (2012) és Az ígéret (2016) című filmekben is feltűnt. Kisebb szerepe volt az Amerikai Horror Story 4. évadjában.

## Élete és pályafutása
Jerevánban született, örmény családban. Négyéves korában költözött családjával az USA-ba, Los Angelesbe. Édesapja színész, édesanyja festő. Balettezni és zongorázni is tanult gyerekként. 
2000-ben kezdte színészi pályafutását.

## Filmográfia

### Film
| Év   | Magyar cím                                      | Eredeti cím                                | Szerep            | Magyar hang       |
| ---- | ----------------------------------------------- | ------------------------------------------ | ----------------- | ----------------- |
| 2004 |                                                 | The Last Run                               | Lauren            |                   |
| 2005 |                                                 | Halfway Decent                             | Liberty Edwards   |                   |
| 2007 | Kabluey, a kék kabala                           | Kabluey                                    | Ramona            |                   |
| 2007 | Megalázottak                                    | On the Doll                                | Tara              | Tamási Nikolett   |
| 2008 | Egy boldog élet                                 | A Beautiful Life                           | Maggie            |                   |
| 2008 | Az informátorok                                 | The Informers                              | Mary              |                   |
| 2009 |                                                 | Repo Chick                                 | Giggli            |                   |
| 2009 | Szerelemlecke                                   | Love Hurts                                 | Layla             |                   |
| 2011 |                                                 | American Animal                            | nem szőke Angela  |                   |
| 2011 | Egy régi jó tivornya                            | A Good Old Fashioned Orgy                  | Willow Talbot     | Dögei Éva         |
| 2012 |                                                 | Speed Demons                               | Lala              |                   |
| 2012 | Alkonyat: Hajnalhasadás – 2. rész               | The Twilight Saga: Breaking Dawn – Part 2  | Tia               |                   |
| 2012 |                                                 | Lost & Found in Armenia                    | Ani               |                   |
| 2013 |                                                 | Noise Matters                              | Sandy             |                   |
| 2013 | Idegen földön                                   | The Immigrant                              | Magda Cybulska    | eredeti nyelven   |
| 2013 | Paranoia                                        | Paranoia                                   | Allison           | Dögei Éva         |
| 2014 |                                                 | Never                                      | Rachel            |                   |
| 2015 |                                                 | 1915                                       | Angela            |                   |
| 2015 |                                                 | Me Him Her                                 | Heather           |                   |
| 2015 |                                                 | Me You and Five Bucks                      | Pam               |                   |
| 2016 |                                                 | Mercury Plains                             | Alyssa            |                   |
| 2016 | Az ígéret                                       | The Promise                                | Maral             | Sodró Eliza       |
| 2018 | Bárkák vagyunk                                  | We Are Boats                               | Francesca         |                   |
| 2019 | Átkozottul veszett, sokkolóan gonosz és hitvány | Extremely Wicked, Shockingly Evil and Vile | Joanna            | Nemes Takách Kata |
| 2019 |                                                 | Where Are You                              | Cassandra         |                   |
| 2021 | Új múlt                                         | Reminiscence                               | Elsa Carine       |                   |
| 2021 |                                                 | King Knight                                | Willow            |                   |
| 2021 |                                                 | Caged                                      | Amber Reid        |                   |
| 2021 | Ház a mocsár mentén                             | A House on the Bayou                       | Jessica Chambers  |                   |
| 2022 | Fuss és lőj!                                    | The Ray                                    | Maggie            | Nagy Katica       |
| 2023 |                                                 | Hail Mary                                  | Gabrielle         |                   |
| 2023 |                                                 | Pet Shop Days                              | ismeretlen szerep |                   |
| 2024 |                                                 | Little Death                               | Lemezbolti nő     |                   |
| 2025 | G20                                             | G20                                        | Quoll             | Kardos Eszter     |
| 2025 | Superman                                        | Superman                                   | Lara Lor-Van      |                   |

### Televízió
| Év        | Magyar cím                               | Eredeti cím                       | Szerep                         | Megjegyzések                                                  |
| --------- | ---------------------------------------- | --------------------------------- | ------------------------------ | ------------------------------------------------------------- |
| 2000      | Amynek ítélve                            | Judging Amy                       | Aisha Al-Jamal                 | 1 epizód                                                      |
| 2002      | Buffy, a vámpírok réme                   | Buffy the Vampire Slayer          | Lori                           | 1 epizód                                                      |
| 2002      |                                          | Paranormal Girl                   | Crystal                        | tévéfilm                                                      |
| 2004      | The Shield – Kemény zsaruk               | The Shield                        | Sosi                           | 1 epizód                                                      |
| 2004      | Az ügyosztály                            | The Division                      | Madison Grant                  | 1 epizód                                                      |
| 2005      | Élve vagy halva                          | Wanted                            | Natalia                        | 1 epizód                                                      |
| 2006      |                                          | South of Nowhere                  | Paige                          | 1 epizód                                                      |
| 2006      | 24                                       | 24                                | Inessa Kovalevsky              | 1 epizód                                                      |
| 2006      | CSI: New York-i helyszínelők             | CSI: NY                           | Sara Jackson                   | 1 epizód                                                      |
| 2007      |                                          | Lincoln Heights                   | Opal Woodford                  | 1 epizód                                                      |
| 2007      | Döglött akták                            | Cold Case                         | Philippa 'Phil' Abruzzi (1919) | 1 epizód                                                      |
| 2008      | Célkeresztben                            | In Plain Sight                    | Tasha Turischeva               | 1 epizód                                                      |
| 2008      | A mentalista                             | The Mentalist                     | Adrianna Jonovic               | 1 epizód                                                      |
| 2008      |                                          | Ernesto                           | Sydney                         | tévéfilm                                                      |
| 2009      |                                          | Hot Sluts                         | Helena / Alena                 | 5 epizód                                                      |
| 2009      |                                          | Eastwick                          | Jenna                          | 1 epizód                                                      |
| 2009      |                                          | Floored and Lifted                | Jade                           | 1 epizód                                                      |
| 2010      |                                          | Childrens Hospital                | Olga                           | 1 epizód                                                      |
| 2010      | Furcsa páros                             | The Good Guys                     | Samantha Evans                 | főszereplő (7 epizód)                                         |
| 2011      | Gyilkos elmék                            | Criminal Minds                    | Lucy                           | 1 epizód                                                      |
| 2011      | Nikita                                   | Nikita                            | Oksana                         | 1 epizód                                                      |
| 2012      |                                          | Let's Big Happy                   | Olive                          | főszereplő (3 epizód)                                         |
| 2012      | Esküdt ellenségek: Különleges ügyosztály | Law & Order: Special Victims Unit | Anna                           | 1 epizód                                                      |
| 2013      |                                          | I Am Victor                       | Cucumber                       | tévéfilm                                                      |
| 2014      | Zsaruvér                                 | Blue Bloods                       | Frannie Ferguson               | 1 epizód                                                      |
| 2015      | Amerikai Horror Story: Rémségek cirkusza | American Horror Story: Freak Show | Alice                          | 2 epizód                                                      |
| 2016–2022 | Westworld                                | Westworld                         | Clementine Pennyfeather        | - főszereplő (21 epizód) - magyar hangja: - Nemes Takách Kata |
| 2019      | A sötétség titkai                        | Into the Dark                     | Tatum                          | - 1 epizód (Aljas játékok) - magyar hangja: - Vadász Bea      |